# 小林由依 (アイドル)
小林 由依（こばやし ゆい、1999年〈平成11年〉10月23日 - ）は、日本のファッションモデル、女優、アーティストであり、『with』の専属モデル、『andGIRL』のレギュラーモデルである。女性アイドルグループである欅坂46、櫻坂46の元メンバー。埼玉県出身。身長161.5 cm。血液型はA型。ソロアーティストとしての活動時はyousti（ユースティー）の名義を使う。

## 略歴
1999年10月23日生まれ、埼玉県出身。小学生の頃、東京でスカウトされたことをきっかけに芸能界に興味を持つ。中学生の頃はテナーサックスを演奏する姉の影響で吹奏楽部に所属し、アルトサックスを担当した。高校で軽音楽部に入部してエレキギターを始めた。高校1年生の夏に、アイドルを目指していた友人の影響でそれまでなんとなく思い描いていたアイドルの夢を現実的に志し、最初に見つけた鳥居坂46（後に欅坂46と改称）の1期生オーディションに応募した。
2015年8月21日に欅坂46の1期生オーディションで、独学で習得した沢尻エリカの「タイヨウのうた」をギターで弾き語り、合格する。
2016年4月6日、欅坂46の1stシングル「サイレントマジョリティー」でCDデビュー。同年10月8日、国立代々木競技場第一体育館で開催された『GirlsAward 2016 AUTUMN/WINTER』でランウェイデビュー。
2018年7月27日、女性ファッション雑誌『with』（講談社）の専属モデルに起用される。欅坂46で5人目の専属モデルとなった。同年12月、欅坂46として出演した『第60回日本レコード大賞』と『第69回NHK紅白歌合戦』で、ダンスパフォーマンスを伴う活動の休止を発表した平手友梨奈に代わりセンターポジションを務めた。
2019年1月8日、写真集の発売に先駆け、公式Twitterを開設。同年3月13日、イギリスのロンドンで撮影された初のソロ写真集『感情の構図』(KADOKAWA) を発売。写真集は週間推定売上約3万部を記録し、同年3月25日付のオリコン週間BOOKランキングで2位、写真集部門で1位、同年4月1日付まで同ランキングの写真集部門で2週連続1位を獲得した。
2020年11月13日公開の映画『さくら』で小松菜奈演じる長谷川美貴の友人・大友カオル役で映画に初出演する。本作はオーディションを受けて出演した。
2021年9月9日、休養のため活動を当面休止することを発表。同年12月9日・10日開催の「1st YEAR ANNIVERSARY LIVE」（日本武道館）で一部楽曲に参加する形で復帰した。
2022年10月4日、屋久島と横浜で撮影を行った2nd写真集『意外性』（講談社）を発売。週間推定売上は約2.7万部で、同年10月14日時点でのオリコン週間BOOKランキングでは2位、同ランキングの写真集部門では1位を獲得した。
2023年3月7日、同日発売の復刊号より『andGIRL』（主婦の友社）のレギュラーモデルに就任。同年10月18日に発売された櫻坂46の7thシングル「承認欲求」では、カップリング曲の「隙間風よ」にてセンターを務めた。
同年11月29日に自身のブログで卒業を発表した。

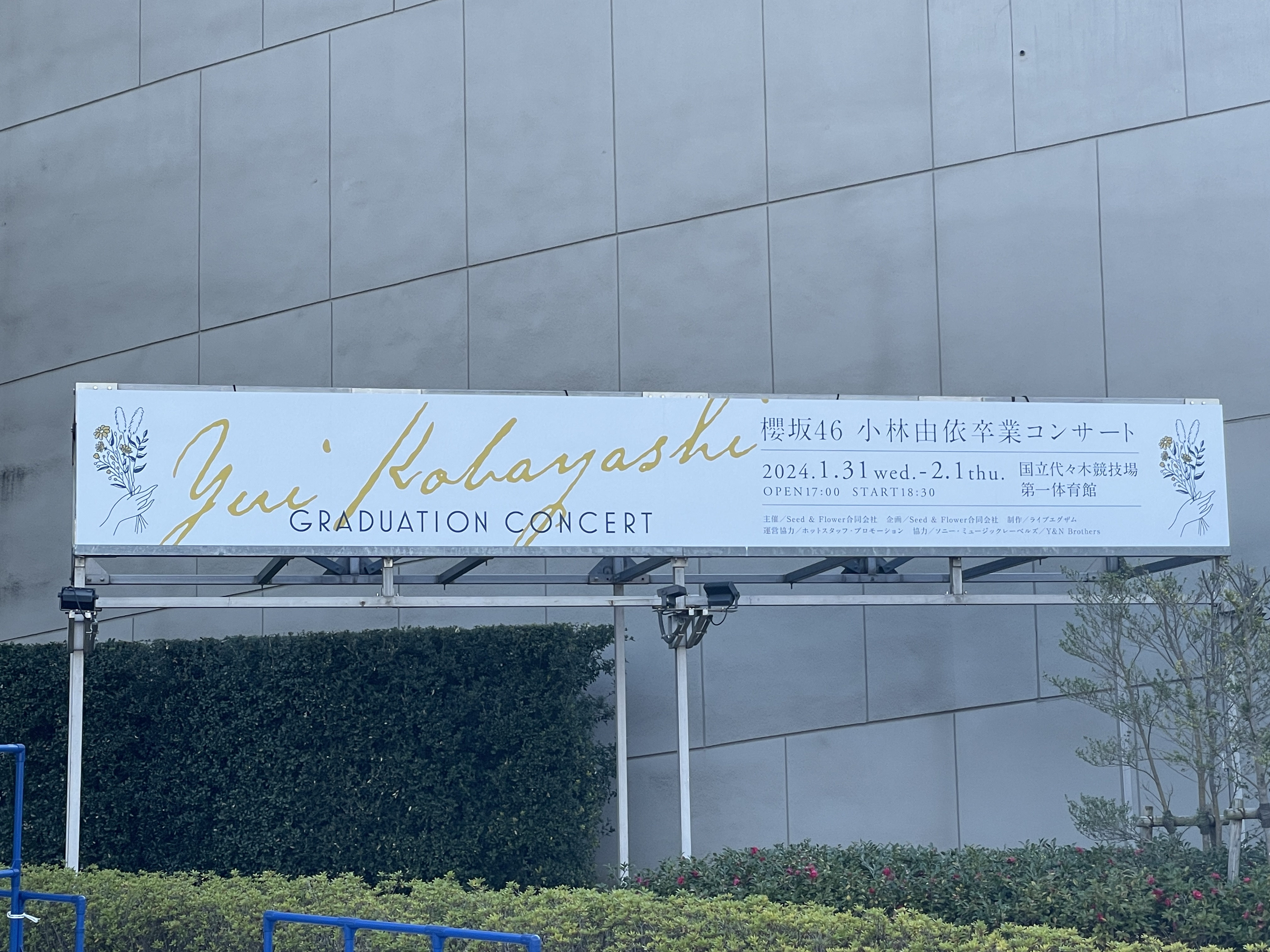
国立代々木競技場第一体育館にて開催された卒業コンサート（2024年1月31日）

2024年1月31日と2月1日に代々木第一体育館で卒業コンサートを催し、最終日の2月1日に櫻坂46を卒業した。
2024年8月28日に、同月30日5時（JST）よりモバイルファンクラブを開設することを発表。同日20時から小林由依卒業コンサートの同時視聴生配信をファンクラブ向けに開催、同年9月7日開催の『第39回 マイナビ 東京ガールズコレクション 2024 AUTUMN／WINTER』で1年ぶりにランウェイ出演が決まるなど、ソロ活動を開始している。
2025年5月12日、「yousti」（ユースティー）名義でソロアーティストデビューすることを発表。同年8月27日にミニアルバム「yousti」をリリース。発売記念のミート&グリートを開催することも発表した。youstiとは由依（yui）と「現実逃避」の意味も持つダチョウを示すオーストリッチ（ostrich）を掛け合わせた造語。同時に「“i”私には、“you”あなたが、“st”最上級だ。」というファンへのメッセージも込められている。

## 人物
愛称は、ゆいぽん、こばゆい、など。4歳年上の姉がいる。ライブでの煽りが話題で、ファンの間では「埼玉の狂犬」と呼ばれることもしばしば。

### 嗜好
好きな食べ物はチョコレート。以前は甘いものをたくさん食べていたが年齢とともに興味は少なくなった。好きな色は白、黒、青。好きなアーティストは乃木坂46、井上苑子、大原櫻子。YUI、RADWIMPSもよく聴いている。
人見知りが激しく、小さい頃から集団行動が苦手で一人で過ごすのを好む。インドア派で休日は自宅で過ごすことが多く、録り溜めたドラマを何時間も観たり、ギターであいみょんの曲を弾いたりしている。稀に一人で映画を観に行ったり、姉とテーマパークに定期的に行ったりしている。
好きな女優は永野芽郁、清原果耶。わーすたの廣川奈々聖と交友がある。好きなファッションブランドはLily Brown、SNIDEL、Mila Owen、UN3D.、MOUSSY、SLY、STACCATO。

### 趣味
趣味はスマホゲーム。
好きなスマホゲームは牧場ゲーム。乃木恋などもプレイしている。テレビゲームではマリオカートが好き。一人で買い物に行くのが好きで、洋服はリーズナブルな物をたくさん買うが、近年は通信販売を利用することが多い。

### 特技・その他
特技は楽器の演奏、ギター、サックス、ピアノなどを演奏できる。
ギターは中学3年生の時に姉の影響で始め、最初は1万円の初心者用ギターから始めた。弾き語りをしてみたい曲は「アルペジオをスムーズに弾く」、東京事変「群青日和」、My Little Lover「Hello, Again 〜昔からある場所〜」。欅坂46のお見立て会では大原櫻子「サンキュー。」、阿部真央「優しい言葉」、冠番組『欅って、書けない?』の自撮り動画ではMUSH&Co.「明日も」の弾き語りを披露した。
サックスは中学生時代にアルトサックスコンテストで3位に入賞した経験がある。姉がテナーサックスをやっていた影響で吹奏楽部へ入部していた。
ピアノは姉の影響で始め、4歳から15歳まで習っていた。得意科目は音楽。

### 櫻坂46（欅坂46）
小林は、2015年8月に欅坂46一期生として活動開始以降、櫻坂46への改名を経て2024年2月にグループを卒業するまでの間、長きにわたって人気メンバーとしてグループを牽引し、グループ初代キャプテン菅井友香や、小林とシンメとして活動することの多かった渡邉理佐らと共に、櫻坂46の功労者として称されている。
欅坂46デビュー曲『サイレントマジョリティー』のミュージックビデオでは、小林が自転車を漕ぐシーンから始まることから、ファンの間では「グループの歴史の始まり」とも言われている。
欅坂46では今泉佑唯とフォークデュオユニット「ゆいちゃんず」を結成していた。今泉の卒業が発表された7thシングルのカップリング曲では新たに土生瑞穂と「線香姉妹」を結成した。彼氏にしたいメンバーに土生瑞穂、彼女にしたいメンバーに井上梨名を挙げている。
自身の欅坂46公式ブログの冒頭は、ショートエッセイのような小話から始めていたが、2018年10月17日のブログで義務感を感じるようになってしまったため、今後冒頭の文は不定期に掲載すると発表した。
欅坂46の曲で歌詞が好きなのは「エキセントリック」、曲調が好きなのは「I'm out」、振り付けが好きなのは「Nobody」。ライブにて楽曲を披露する際に激しい煽りを行っており周囲から「埼玉の狂犬」と呼ばれている。サイリウムカラーはイエロー×ブルー。

## 作品

### シングル
欅坂46
- サイレントマジョリティー（2016年4月6日、SRCL-9035/41） - EAN 4988009125916。
- 手を繋いで帰ろうか（2016年4月6日、SRCL-9035/41） - EAN 4988009125930。
- 渋谷川（2016年4月6日、SRCL-9037/38） - EAN 4988009125923。
- 乗り遅れたバス（2016年4月6日、SRCL-9039/40） - EAN 4988009125930。
- キミガイナイ（2016年4月6日、 SRCL-9041） - EAN 4988009125954。
- 世界には愛しかない（2016年8月10日、SRCL-9147/53） - EAN 4988009130835。
- 語るなら未来を…（2016年8月10日、SRCL-9147/52） - EAN 4988009130835。
- ボブディランは返さない（2016年8月10日、SRCL-9153） - EAN 4988009130866。
- 二人セゾン（2016年11月30日、SRCL-9267/73） - EAN 4547366279375。
- 大人は信じてくれない（2016年11月30日、SRCL-9267/73） - EAN 4547366279375。
- 制服と太陽（2016年11月30日、SRCL-9267/73） - EAN 4547366279375。
- 夕陽1/3（2016年11月30日、SRCL-9273） - EAN 4547366279405。
- 不協和音（2017年4月5日、SRCL-9394/402） - EAN 4547366301250。
- W-KEYAKIZAKAの詩（2017年4月5日、SRCL-9394/402） - EAN 4547366301274。
- チューニング（2017年4月5日、SRCL-9396/7） - EAN 4547366301267。
- エキセントリック（2017年4月5日、SRCL-9402） - EAN 4547366301298。
- 風に吹かれても（2017年10月25日、SRCL-9581/9）- EAN 4547366331639。
- 避雷針（2017年10月25日、SRCL-9585/6）- EAN 4547366331653。
- ガラスを割れ!（2018年3月7日、SRCL-9736/44） - EAN 4547366350265。
- もう森へ帰ろうか?（2018年3月7日、SRCL-9736/44） - EAN 4547366350265。
- ゼンマイ仕掛けの夢（2018年3月7日、SRCL-9740/1） - EAN 4547366350289。
- アンビバレント（2018年8月15日、SRCL-9922/30） - EAN 4547366371079。
- Student Dance（2018年8月15日、SRCL-9922/30） - EAN 4547366371079。
- I'm out（2018年8月15日、SRCL-9922/3） - EAN 4547366371079。
- 302号室（2018年8月15日、SRCL-9926/7） - EAN 4547366371093。
- 黒い羊（2019年2月27日、SRCL-9983/91） - EAN 4547366383317。
- Nobody（2019年2月27日、SRCL-9983/4） - EAN 4547366383317。
- 誰がその鐘を鳴らすのか?（2020年8月21日）[63]

櫻坂46
- Nobody's fault（2020年12月9日、SRCL-11620/8） - EAN 4547366481594。
- なぜ 恋をして来なかったんだろう?（2020年12月9日、SRCL-11620/8） - EAN 4547366481594。
- 半信半疑（2020年12月9日、SRCL-11620/1） - EAN 4547366481594。
- Plastic regret（2020年12月9日、SRCL-11622/3） - EAN 4547366481600。
- 最終の地下鉄に乗って（2020年12月9日、SRCL-11624/5） - EAN 4547366481617。
- Buddies（2020年12月9日、SRCL-11626/7） - EAN 4547366481624。
- ブルームーンキス（2020年12月9日、SRCL-11628） - EAN 4547366481631。
- BAN（2021年4月14日、SRCL-11748/56） - EAN 4547366498608。
- 偶然の答え（2021年4月14日、SRCL-11748/56） - EAN 4547366498608。
- それが愛なのね（2021年4月14日、SRCL-11748/9） - EAN 4547366498608。
- 君と僕と洗濯物（2021年4月14日、SRCL-11750/1） - EAN 4547366498615。
- Microscope（2021年4月14日、SRCL-11752/3） - EAN 4547366498622。
- 思ったよりも寂しくない（2021年4月14日、SRCL-11754/5） - EAN 4547366498639。
- 櫻坂の詩（2021年4月14日、SRCL-11756） - EAN 4547366498646。
- 流れ弾（2021年10月13日、SRCL-11920/8） - EAN 4547366524567。
- Dead end（2021年10月13日、SRCL-11920/8） - EAN 4547366524567。
- ジャマイカビール（2021年10月13日、SRCL-11922/3） - EAN 4547366524574。
- 無言の宇宙（2021年10月13日、SRCL-11926/7） - EAN 4547366524598。
- 美しきNervous（2021年10月13日、SRCL-11928） - EAN 4547366524604。
- 五月雨よ（2022年4月6日、SRCL-12130/8） - EAN 4547366549829。
- 僕のジレンマ（2022年4月6日、SRCL-12130/8） - EAN 4547366549829。
- 断絶（2022年4月6日、SRCL-12132/3） - EAN 4547366549836。
- 車間距離（2022年4月6日、SRCL-12136/7） - EAN 4547366549850。
- 恋が絶滅する日（2022年4月6日、SRCL-12138） - EAN 4547366549867。
- 桜月（2023年2月15日、SRCL-12420/8） -  EAN 4547366599756。
- Cool（2023年2月15日、SRCL-12420/8） -  EAN 4547366599756。
- もしかしたら真実（2023年2月15日、SRCL-12422/3） -  EAN 4547366599763。
- 魂のLiar（2023年2月15日、SRCL-12424/5） - EAN 4547366599770。
- その日まで（2023年2月15日、SRCL-12428） - EAN 4547366599794。
- Start over!（2023年7月10日、SRCL-12598）- EAN 4547366621723。
- 風の音（2023年7月10日、SRCL-12598）- EAN 4547366621723。
- 一瞬の馬（2023年7月10日、SRCL-12598）- EAN 4547366621723。
- ドローン旋回中（2023年7月10日、SRCL-12598）- EAN 4547366621723。
- 承認欲求（2023年10月18日、SRCL-12678）- EAN 4547366621723。
- 僕たちの La vie en rose（2023年10月18日、SRCL-12678）- EAN 4547366621723。
- マンホールの蓋の上（2023年10月18日、SRCL-12678）- EAN 4547366621723。
- 隙間風よ（2023年10月18日、SRCL-12678）- EAN 4547366621723。

坂道AKB
- 国境のない時代（2018年3月14日、KIZM-90547/8）- EAN 4988003519797。
- 初恋ドア（2019年3月13日、KIZM-90615/6） - EAN 4988003543921。

IZ4648
- 必然性（2019年3月13日、KIZM-90617/8） - EAN 4988003543938。

### アルバム
欅坂46
- 真っ白なものは汚したくなる（2017年7月19日、SRCL-9482/8） - EAN 4547366318463。
  - 月曜日の朝、スカートを切られた
  - 東京タワーはどこから見える?
  - 太陽は見上げる人を選ばない
  - 危なっかしい計画
  - 君をもう探さない
  - 1行だけのエアメール
  - AM1:27
- 永遠より長い一瞬 〜あの頃、確かに存在した私たち〜（2020年10月7日、SRCL-11510/6） - EAN 4547366450224。
  - 10月のプールに飛び込んだ
  - 砂塵

櫻坂46
- As you know?（2022年8月3日、SRCL-12174/9） - EAN 4547366567960。
  - 摩擦係数
  - 条件反射で泣けて来る
  - タイムマシーンでYeah!

yousti
- yousti（ミニアルバム、2025年8月27日、VVCL-2712/6）[1]。

### 映像作品
- 小林由依（2016年4月6日） - EAN 4988009125930。
- 小林由依（2016年8月10日） - EAN 4988009130811。
- 小林由依（2016年11月30日） - EAN 4547366279382。
- KEYABINGO!（2017年1月27日） - EAN 4988021715010。
- 小林由依（2017年4月5日） - EAN 4547366301250。
- 徳山大五郎を誰が殺したか?（2017年6月7日） - EAN 4517331036388。
- グループ発展祈願の旅 〜千葉編〜（2017年10月25日） - EAN 4547366331646。
- 残酷な観客達（2017年11月29日） - EAN 4988021715553。
- KEYABINGO!2（2017年12月22日） - EAN 4988021715522。
- 小林由依 自撮りTV（2018年3月7日） - EAN 4547366350265。
- KEYABINGO!3（2018年6月29日） - EAN 4988021715874。
- 小林由依×濱岸ひより 自撮りTV（2018年8月15日） - EAN 4547366371086。
- 欅坂46 特典映像「KEYAKI HOUSE」（2019年2月27日） - EAN 4547366383317。
- 欅共和国2017（2018年9月26日） - EAN 4547366376791。
- 舞台「ザンビ」（2019年5月31日） - EAN 4988021158602。
- 欅共和国2018（2019年8月14日） - EAN 4547366417258。
- 欅坂46 LIVE at 東京ドーム 〜ARENA TOUR 2019 FINAL〜（2020年1月29日）- EAN 4547366438758。
- 欅共和国2019（2020年8月12日） - EAN 4547366462937。
- 欅坂46 ANNIVERSARY LIVE Director's Cut Collection（2020年10月7日） - EAN 4547366450224。
- 欅坂46 ARENA TOUR Director's Cut Collection（2020年10月7日） - EAN 4547366450231。
- KEYAKIZAKA46 Live Online, but with YOU!（2020年12月9日）- EAN 4547366481594, EAN 4547366481600。
- 僕たちの嘘と真実 Documentary of 欅坂46（2021年2月3日） - EAN 4988104127983。
- 欅坂46 THE LAST LIVE（2021年3月24日） - EAN 4547366496833。
- 櫻坂46 デビューカウントダウンライブ!!（2021年4月14日） - EAN 4547366498608。
- Making of デビューカウントダウンライブ!!（2021年4月14日） - EAN 4547366498615。
- 尾関梨香×小林由依 SAKURA BANASHI 〜いま、話したいこと〜（2021年4月14日） - EAN 4547366498622。
- さくら（2021年5月12日） - EAN 4988105107052。
- 小池美波×小林由依×大園玲 SAKURA MEGURI（2021年10月13日） - EAN 4547366524581。
- W-KEYAKI FES. 2021 -DAY1- at 富士急ハイランド コニファーフォレスト（2022年8月3日） - EAN 4547366567977。
- 櫻坂46 1st YEAR ANNIVERSARY LIVE 〜with Graduation Ceremony〜（2022年10月19日） - EAN 4547366575187。
- 櫻坂46 RISA WATANABE GRADUATION CONCERT（2022年12月7日） - EAN 4547366588293。
- W-KEYAKI FES.2022 Director's Cut Collections <DAY1>（2023年2月15日） - EAN 4547366599756。
- W-KEYAKI FES.2022 Director's Cut Collections <DAY2>（2023年2月15日） - EAN 4547366599763。
- マネージャーのスマホに眠るメンバーの秘蔵動画集<2021年編>（2023年2月15日） - EAN 4547366599770。
- マネージャーのスマホに眠るメンバーの秘蔵動画集<2022年編>（2023年2月15日） - EAN 4547366599787。

## 出演

### テレビドラマ
- 徳山大五郎を誰が殺したか?（2016年7月17日 - 10月2日、テレビ東京） - 小林由依 役[64]。
- 残酷な観客達（2017年5月18日 - 7月20日、日本テレビ） - 小柳郁美 役[65]。
- 女子高生の無駄づかい（2020年1月24日 - 3月6日、テレビ朝日） - リリィ（染谷リリィ） 役[66]。
- ボーダレス（2021年3月7日 - 5月9日、ひかりTV） - 市原琴音 役[67]。
- アクトレス（2023年4月14日 - 6月2日、Lemino・ひかりTV） - 市原琴音 役[68][69]。

### 映画
- さくら（2020年11月13日公開、松竹） - 大友カオル 役[17][70]。

### 舞台
- ザンビ（2018年11月16日 - 25日、TOKYO DOME CITY HALL） - TEAM "RED" 一色彩菜 役[71]。
- 隠し砦の三悪人（2023年7月28日 - 8月13日、東京・明治座 / 8月24日 - 27日、大阪・新歌舞伎座） - 雪姫 役[72][73]。

### ゲーム
- ザンビ THE GAME（2019年5月15日 - 、gumi） - 一色彩菜 役[74]。

### イベント
- GirlsAward
  - GirlsAward 2016 AUTUMN/WINTER（2016年10月8日、国立代々木競技場第一体育館）[10]
  - GirlsAward 2017 SPRING/SUMMER（2017年5月3日、国立代々木競技場第一体育館）[75]
  - GirlsAward 2017 AUTUMN/WINTER（2017年9月16日、幕張メッセ）[76]
  - GirlsAward 2018 SPRING/SUMMER（2018年5月19日、幕張メッセ）[77]
  - GirlsAward 2018 AUTUMN/WINTER（2018年9月16日、幕張メッセ）[78]
  - Rakuten GirlsAward 2019 SPRING/SUMMER（2019年5月18日、幕張メッセ）[79]
  - Rakuten GirlsAward 2019 AUTUMN/WINTER（2019年9月28日、幕張メッセ） - Samantha Vega[80]。
  - Tokyo Virtual Runway Live by GirlsAward vol.1（2020年6月27日、ABEMA独占生配信）[81]
  - Rakuten GirlsAward 2022 AUTUMN/WINTER（2022年10月8日、幕張メッセ）[82]
  - Rakuten GirlsAward 2023 SPRING/SUMMER（2023年5月4日、国立代々木競技場第一体育館）[83]
  - Rakuten GirlsAward 2023 AUTUMN/WINTER（2023年9月30日、幕張メッセ）[84]
- 東京ガールズコレクション
  - マイナビ presents 第26回 東京ガールズコレクション 2018 SPRING/SUMMER（2018年3月31日、横浜アリーナ）[85]
  - TGC KITAKYUSHU by TOKYO GIRLS COLLECTION（2018年10月6日、西日本総合展示場新館）[86]
  - SDGs推進 TGC しずおか 2019 by TOKYO GIRLS COLLECTION（2019年1月12日、ツインメッセ静岡）[87]
  - マイナビ presents 第28回 東京ガールズコレクション 2019 SPRING/SUMMER（2019年3月30日、横浜アリーナ） - LAGUA GEM[88]。
  - TGC KUMAMOTO 2019 by TOKYO GIRLS COLLECTION（2019年4月20日、グランメッセ熊本）[89]
  - TGC TOYAMA 2019 by TOKYO GIRLS COLLECTION（2019年7月27日、富山市総合体育館）[90]
  - マイナビ presents 第29回 東京ガールズコレクション 2019 AUTUMN/WINTER（2019年9月7日、さいたまスーパーアリーナ）[91]
  - SDGs推進 TGC しずおか 2020 by TOKYO GIRLS COLLECTION（2020年1月11日、ツインメッセ静岡）- R4G[92]。
  - 第30回 マイナビ 東京ガールズコレクション 2020 SPRING/SUMMER（2020年2月29日、国立代々木競技場第一体育館）[93]
  - 第31回 マイナビ presents 東京ガールズコレクション 2020 AUTUMN/WINTER ONLINE（2020年9月5日、さいたまスーパーアリーナ） [94]
  - 第32回 マイナビ 東京ガールズコレクション 2021 SPRING/SUMMER（2021年2月28日、国立代々木競技場第一体育館）[95]
  - 第33回 マイナビ 東京ガールズコレクション 2021 AUTUMN/WINTER（2021年9月4日、さいたまスーパーアリーナ）- X-girl[96]、AEON CARDステージ[97]。
  - 第34回 マイナビ 東京ガールズコレクション 2022 SPRING/SUMMER（2022年3月21日、国立代々木競技場第一体育館）[98]
  - 第35回 マイナビ 東京ガールズコレクション 2022 AUTUMN/WINTER（2022年9月3日、さいたまスーパーアリーナ）[99]
  - TGC KITAKYUSHU 2022 by TOKYO GIRLS COLLECTION（2022年11月19日、西日本総合展示場新館）[100]
  - SDGs推進 TGC しずおか 2023 by TOKYO GIRLS COLLECTION（2023年1月14日、ツインメッセ静岡北館）[101]
  - oomiya presents TGC WAKAYAMA 2023 by TOKYO GIRLS COLLECTION（2023年2月11日、和歌山ビッグホエール）[102]
  - 第36回 マイナビ 東京ガールズコレクション 2023 SPRING/SUMMER（2023年3月4日、国立代々木競技場第一体育館）[103]
  - 第37回 マイナビ 東京ガールズコレクション 2023 AUTUMN／WINTER（2023年9月2日、さいたまスーパーアリーナ）[104]

### CM
- 永谷園
  - お茶づけ海苔 私の朝ごはん 目玉焼き編（2019年3月28日 - ）[105][106]
  - 梅干茶づけ すっぱい篇（2019年6月16日 - ）[107]
- 音楽アプリ UNI'S ON AIR「欅坂46 激動の5年間」篇（2020年9月25日 - 、アカツキ）[108][109]

### ネット配信
- 欅坂46今泉佑唯・小林由依のゆいちゃんずSHOWROOM（2018年3月3日、SHOWROOM）[110]
- 欅坂46小林由依1st写真集「感情の構図」発売記念SP（2019年3月14日、SHOWROOM）[111]
- 櫻坂46小林由依2nd写真集「意外性」発売記念SP（2022年9月〜10月〈全5回〉、SHOWROOM）[112]

## 書籍

### 雑誌連載
- with（2018年7月27日 - 、講談社） - 専属モデル[3]。
- andGIRL（2023年3月7日 - 、主婦の友社） - レギュラーモデル[4]。

### 写真集
- 感情の構図（2019年3月13日、KADOKAWA）[113]
- 意外性（2022年10月4日、講談社）[22][114]